# Liste der Stolpersteine in Pirna
Die Liste der Stolpersteine in Pirna enthält die Stolpersteine, die im Rahmen des gleichnamigen Kunst-Projektes von Gunter Demnig in Pirna verlegt wurden.

## Hintergrund
Mit diesen Gedenksteinen soll Opfern des Nationalsozialismus gedacht werden, die in Pirna lebten und wirkten. Ein erster Stolperstein wurde am 6. Dezember 2013 verlegt.

## Liste der Stolpersteine in Pirna
In Pirna wurden vier Stolpersteine an vier Standorten verlegt. Die Tabelle ist teilweise sortierbar; die Grundsortierung erfolgt alphabetisch nach dem Familiennamen des Opfers. Die Spalte Kurzvita wird nach dem Namen der Person alphabetisch sortiert.
| Stolperstein      | Inschrift | Standort                                                       | Name, Leben |
| ----------------- | --- | -------------------------------------------------------------- | --- |
| weitere Bilder \| | Hier wohnte Karl Emil Heinrich Jg. 1892 verhaftet 1939 Gefängnis Braunschweig verurteilt § 175 mehrere Gefängnisse 1941 Sachsenhausen ermordet 11.4.1941                           | Niedere Burgstraße 6, vor dem Restaurant Malaga (Lage)         | Karl Emil Heinrich wurde am 6. April 1892 in Pirna im Kreis Dresden in Sachsen geboren und evangelisch getauft. Sein Elternhaus war auf der Niederen Burgstraße 6. 1939 lebte der 47-jährige Ledige in Braunschweig und war Zementarbeiter. Am 24. Juni 1939 ging er dem Gefängnis Braunschweig zu und am 5. September 1939 verurteilte ihn das Landgericht Braunschweig nach § 175a, Ziffer 3 (homosexuelle Handlungen mit Männern unter 21 Jahren), zu einem Jahr und drei Monaten Zuchthaus und zu drei Jahren Verlust der bürgerlichen Ehrenrechte. Zur Strafverbüßung transportierte man ihn am 20. Oktober 1939 in das Zuchthaus Celle. Laut seiner Häftlingskarte „entließ“ man ihn zu seinem Strafende am 22. September 1940 angeblich nach Hannover. Es ist aber sehr unwahrscheinlich, dass man ihn in die Freiheit entließ. Vielmehr ist er zwar aus dem Bereich der Justiz „entlassen“, aber wahrscheinlich der Polizei Hannover übergeben worden, denn etwa im Februar 1941 überführte die Polizei ihn in das KZ Sachsenhausen, wo er die Häftlingsnummer 35.701 erhielt. Emil Heinrich verstarb am 11. April 1941 im KZ Sachsenhausen im Alter von 49 Jahren. Die Steinverlegung wurde durch die Pirnaer Vereine CSD e. V. und AKuBiZ e.B. initiiert. |
| weitere Bilder \| | Hier wohnte und arbeitete Martin Kretschmer Jg. 1897 verhaftet 1941 Helfer für Menschen mit Behinderung Gefängnis Dresden Sachsenhausen ermordet 19.2.1942 Klinkerwerk Oranienburg | Martin-Kretschmer-Str. 3, vor der Villa "Haus Spitzner" (Lage) | Martin Kretschmer war Heilpädagoge. Auf der Martin-Kretschmer-Straße 3 in Pirna befindet sich die Heilpädagogik Bonnewitz. Im Sommer 1935 kam Kretschmer nach Pirna, um eine Einrichtung für geistig behinderte Menschen zu eröffnen. Dazu kaufte er die alte Villa in Bonnewitz, die im Besitz der Stadt Pirna war. Fast sechs Jahre gelang es ihm, das Haus zu führen und so auch Menschen eine Bleibe zu geben, die von den Nazis verfolgt wurden. Dazu gehörte neben vielen Kindern auch die Berliner Geigerin Gerda Bischof, die in Bonnewitz als Lehrerin arbeiten konnte. Im Sommer 1941 geriet Martin Kretschmer dann ins Visier der Geheimen Staatspolizei (Gestapo), die ihn in Bonnewitz verhaftete und ins Polizeigefängnis Dresden brachte. Von dort aus deportierten sie ihn ins Konzentrationslager Sachsenhausen. Im Außenlager Klinkerwerk starb er dann am 19. Februar 1942. Die Einrichtung selbst wurde enteignet und der Hitlerjugend übergeben, die das Heim als Kriegswaisenhaus führte. Heute ist es wieder ein Ort für Kinder und Jugendliche mit besonderem Hilfebedarf, die Straße dahin trägt in Erinnerung an den mutigen Pädagogen den Namen „Martin-Kretschmer-Straße“. Die Steinverlegung wurde durch die Pirnaer Vereine CSD e. V. und AKuBiZ e.B. initiiert. |
| weitere Bilder \| | Erzpriester Dr. Benno Scholze Jg. 1891 im christlichen Widerstand Polenseelsorger verhaftet 1941 Dachau befreit / überlebt                                                         | Dr. Wilhelm-Külz-Straße 3 (Lage)                               | Dr. Benno Scholze wurde am 16. Oktober 1891 im sorbischen Radibor geboren. Nach einem Theologiestudium in Prag erhielt er am 12. August 1916 in Bautzen die Priesterweihe. Von 1916 bis 1920 war er Kaplan an der Propsteikirche in Leipzig. Am 30. Juli 1920 promovierte er an der Universität Leipzig. Danach war er als Kaplan in Leipzig-Lindenau bzw. als 1. Pfarrer in Markranstädt tätig. Am 1. Juli 1938 wurde er Pfarrer der Katholischen Pfarrgemeinde St. Kunigunde Pirna. Als aktiver Gegner des Nationalsozialismus wurde er zum Mittelpunkt des katholischen Widerstands in Pirna. Zu seinen Pflichten als Pfarrer gehörte die seelsorgerische Betreuung polnischer und slowakischer Saisonarbeiter und während des 2. Weltkrieges auch der polnischen Kriegsgefangenen auf Burg Hohnstein sowie französischer Gefangener auf der Festung Königstein. Am 15. Januar 1941 wurde er verhaftet und in das Polizeigefängnis Dresden eingeliefert, wo Gestapo und Staatsanwaltschaft versuchten, ihn der „Feindbegünstigung“ und „hochverräterischer Machenschaften“ zu überführen. Wegen „unerlaubter Polenseelsorge“ und als „des Hochverrats verdächtiger Staatsfeind“ wurde er am 4. April 1941 in den berüchtigten „Priesterblock“ 26 des KZ Dachau überführt. Nach seiner Befreiung am 29. April 1945 kehrte er nach Dresden zurück und setzte seine Tätigkeit als Priester in Pirna bis zu seinem Tode fort. Er starb am 4. August 1966 in Dresden und wurde am 8. August 1966 auf dem Friedhof in Pirna beerdigt. Zu Ehren von Erzpriester Dr. Benno Scholze wurde im Stadtteil Pirna-Sonnenstein eine Straße nach ihm benannt, die Dr. Benno-Scholze-Straße. |
| weitere Bilder \| | Hier wohnte Arthur Pautzsch Jg. 1896 Verhaftet 1939 Verurteilt §175 1939 Gefängnis Zwickau Arbeitslager Rodgau Sachsenhausen Ermordet 4.4.1941                                     | Rosa-Luxemburg-Straße 9 (Lage)                                 | Carl Arthur Pautzsch |

## Verlegedaten
- 6. Dezember 2013: Dr. Wilhelm-Külz-Straße 3
- 11. Mai 2019: Martin-Kretschmer-Str. 3, Niedere Burgstraße 6
- 22. September 2022: Rosa-Luxemburg-Straße 9